# Węgleszyn-Dębina
Węgleszyn-Dębina est une localité polonaise de la gmina d'Oksa, située dans le powiat de Jędrzejów en voïvodie de Sainte-Croix.